# 南砺市城南スタジアム
南砺市城南スタジアム（なんとしじょうなんスタジアム）とは、富山県南砺市にある競技場である。指定管理者の導入により、NPO法人クラブJoyによって管理運営されている。

## 施設概要
1989年に城端町立城端中学校（現・南砺市立城端中学校）南側の敷地54,100m2にて着工し、1992年10月10日にオープン、完工式となった。2000年とやま国体では、軟式野球成年の会場として使用される。開設当初は磁気反転式・遠隔操作のスコアボードを備えていた。
愛称の『城南スタジアム』は、城端町（当時）の町民から募集していた応募597点のうち80点あった愛称である。
開設記念事業として、招待親善試合が行われた。第一試合は金沢市額クラブスポーツ少年団 対 城端町野球スポーツ少年団、第二試合は金沢高等学校 対 富山県立高岡商業高等学校、第三試合は金沢高等学校 対 富山県立砺波工業高等学校、第四試合は福岡町立福岡中学校（現・高岡市立福岡中学校）対 城端町立城端中学校（現・南砺市立城端中学校）であった。。
- ピッチ - 内野：土、外野：芝[3]
- 中堅 - 122.0 m[3]
- 右翼 - 99.1 m[3]
- 左翼 - 99.1 m[3]
- グラウンド面積 - 13,254 m2[4]
- 観覧席 - 700席[3]（開設当初は600人収容可能）、外野を含む最大収容人数は7,000人[1]
- 建物 - 鉄筋コンクリート造り777 m2[4]
- 機材 - 木造一部鉄筋造り41 m2[4]
- 照明灯 - 4基（軟式野球公式試合でナイトゲームが可能になったのは富山県西部では初）[1]
- 駐車場 - スタジアム周辺（100台分、無料）[3]
- その他の施設 - テニスコート（グリーンサンド4面）、小公園[1]

## アクセス
- JR城端線城端駅から、徒歩約20分[3]。
- 東海北陸自動車道福光インターチェンジから、車で約10分[3] 。